# Championnat de France de football de deuxième division 1997-1998
Navigation
Division 2 1996-1997 Division 2 1998-1999
Cette page résume les résultats de la saison du Championnat de France de football Division 2 1997-1998. Ce sera la dernière année à 22 clubs puisqu'on passera la saison suivante à 20 clubs. La compétition est remportée par l'AS Nancy-Lorraine.

## Les 22 clubs participants
- Amiens SC
- AS Beauvais
- SM Caen
- FC Gueugnon
- Stade lavallois
- Le Mans UC
- Lille OSC
- FC Lorient
- CS Louhans-Cuiseaux
- FC Martigues
- FC Mulhouse
- AS Nancy-Lorraine
- OGC Nice
- Nîmes Olympique
- Chamois niortais FC
- AS Red Star
- AS Saint-Étienne
- FC Sochaux
- Sporting Toulon Var
- ES Troyes AC
- ASOA Valence
- ES Wasquehal

## Résumé
Le FC Lorient offrent un spectacle de qualité au Moustoir (13V, 6N et 2D) mais savent également voyager (8V, 6N et 7D). Impressionnants de régularité, les Morbihanais occupent la première place au classement de la huitième à l'avant-dernière journée avant de se voir coiffer sur le fil par l'AS Nancy-Lorraine. Fraîchement rétrogradé de D1, les Lorrains de László Bölöni restent en embuscade tout au long du championnat et décrochent leur troisième titre de champion de D2. Les autres relégués de début de saison ne connaissent pas la même réussite : Lille OSC (4e), SM Caen (9e) et l'OGC Nice (14e) restent à l'étage inférieur. Ce n'est pas le cas du FC Sochaux qui doit attendre la dernière journée pour connaître le bonheur. Deux passes décisives de Bernard Bouger, un penalty arrêté par Frédéric Petereyns dans le dernier quart d'heure et les Francs-Comtois s'imposent chez le FC Martigues (2-1). Les Martégaux descendent en National avec Louhans-Cuiseaux, Toulon et Mulhouse.

## Résultats
Ce tableau illustre les résultats de la saison 1997-1998 du championnat de France de football de D2.

### Classement
Victoire à 3 points
| Rang | Équipe                  | Pts | J  | G  | N  | P  | Bp | Bc | Diff |
| ---- | ----------------------- | --- | -- | -- | -- | -- | -- | -- | ---- |
| 1    | AS Nancy-Lorraine R     | 76  | 42 | 20 | 16 | 6  | 64 | 37 | +27  |
| 2    | FC Lorient-Bretagne Sud | 75  | 42 | 21 | 12 | 9  | 68 | 38 | +30  |
| 3    | FC Sochaux-Montbéliard  | 66  | 42 | 18 | 12 | 12 | 56 | 37 | +19  |
| 4    | Lille OSC R             | 65  | 42 | 17 | 14 | 11 | 62 | 44 | +18  |
| 5    | ES Troyes AC            | 63  | 42 | 16 | 15 | 11 | 48 | 38 | +10  |
| 6    | Le Mans UC 72           | 62  | 42 | 16 | 14 | 12 | 54 | 46 | +8   |
| 7    | ASOA Valence            | 58  | 42 | 12 | 22 | 8  | 51 | 45 | +6   |
| 8    | AS Red Star             | 57  | 42 | 15 | 12 | 15 | 51 | 61 | -10  |
| 9    | SM Caen Calvados R      | 56  | 42 | 15 | 11 | 16 | 61 | 55 | +6   |
| 10   | Chamois niortais FC     | 55  | 42 | 12 | 19 | 11 | 42 | 38 | +4   |
| 11   | FC Gueugnon             | 55  | 42 | 16 | 7  | 19 | 47 | 54 | -7   |
| 12   | Amiens SC               | 55  | 42 | 14 | 13 | 15 | 40 | 49 | -9   |
| 13   | Stade lavallois         | 54  | 42 | 14 | 12 | 16 | 50 | 48 | +2   |
| 14   | OGC Nice R              | 52  | 42 | 11 | 19 | 12 | 40 | 40 | 0    |
| 15   | Nîmes Olympique P       | 52  | 42 | 13 | 13 | 16 | 41 | 51 | -10  |
| 16   | AS Beauvais Oise        | 51  | 42 | 11 | 18 | 13 | 40 | 47 | -7   |
| 17   | AS Saint-Étienne        | 51  | 42 | 12 | 15 | 15 | 47 | 60 | -13  |
| 18   | ES Wasquehal P          | 51  | 42 | 14 | 9  | 19 | 49 | 63 | -14  |
| 19   | CS Louhans-Cuiseaux 71  | 49  | 42 | 13 | 10 | 19 | 41 | 51 | -10  |
| 20   | Sporting Toulon Var     | 46  | 42 | 12 | 10 | 20 | 43 | 62 | -19  |
| 21   | FC Martigues            | 45  | 42 | 10 | 15 | 17 | 37 | 63 | -26  |
| 22   | FC Mulhouse-Sud Alsace  | 41  | 42 | 9  | 14 | 19 | 51 | 56 | -5   |

Promotions et relégations
- Promotion en Division 1 1998-1999
- Relégation en National 1998-1999

Abréviations
- P : Promu de National 1 1995-1996
- R : Relégué de Division 1 1995-1996

### Bilan de la saison
- Trois clubs montent en D1, l'AS Nancy-Lorraine, le FC Lorient-Bretagne Sud et le FC Sochaux-Montbéliard.
- À la suite du passage du Championnat de France de football D2, de 22 à 20 clubs pour la saison 1998-1999. Quatre clubs sont relégués en division inférieure : CS Louhans-Cuiseaux 71, Sporting Toulon Var, FC Martigues, et FC Mulhouse-Sud Alsace.

## Buteurs
| Place | Joueur           | Nationalité | Club                    | Buts |
| ----- | ---------------- | ----------- | ----------------------- | ---- |
| 1     | Réginald Ray     | France      | Le Mans UC 72           | 20   |
| 2     | Samuel Lobé      | France      | Lille OSC               | 19   |
| -     | Bernard Bouger   | France      | FC Lorient & FC Sochaux | 19   |
| -     | Didier Thimothée | France      | AS Saint-Étienne        | 19   |
| 5     | Olivier Pickeu   | France      | Amiens SCF              | 17   |
| -     | Slađan Đukić     | Yougoslavie | ES Troyes AC            | 17   |
| 7     | Robert Malm      | Togo        | FC Lorient-Bretagne Sud | 16   |
| 8     | Bruno Roux       | France      | AS Beauvais Oise        | 13   |
| -     | Ali Bouafia      | Algérie     | FC Lorient-Bretagne Sud | 13   |
| -     | Victor Agali     | Nigeria     | Sporting Toulon Var     | 13   |
| -     | Patrick Revelles | France      | Sporting Toulon Var     | 13   |
| -     | William Loko     | France      | ES Wasquehal            | 13   |

## Les champions de France de division 2
| Joueur              | Nationalité    | Poste             | Matchs joués | Buts |
| ------------------- | -------------- | ----------------- | ------------ | ---- |
| Cédric Lécluse      | France         | Défenseur         | 40           | 0    |
| Pablo Correa        | Uruguay France | Attaquant         | 40           | 14   |
| Christophe Bastien  | France         | Milieu de terrain | 40           | 12   |
| Vincent Hognon      | France         | Défenseur         | 40           | 3    |
| Sébastien Schemmel  | France         | Défenseur         | 39           | 1    |
| Frédéric Roux       | France         | Gardien de but    | 40           | 0    |
| Mehdi Méniri        | Algérie        | Défenseur         | 38           | 2    |
| Olivier Rambo       | France         | Attaquant         | 37           | 4    |
| Frédéric Biancalani | France         | Défenseur         | 37           | 1    |
| Tony Cascarino      | Irlande        | Attaquant         | 35           | 11   |
| Abdelnasser Ouadah  | Algérie        | Milieu de terrain | 34           | 2    |
| Laurent Moracchini  | France         | Milieu de terrain | 34           | 0    |
| Stéphane Capiaux    | France         | Milieu de terrain | 29           | 1    |
| Youssef Moustaïd    | France         | Milieu de terrain | 29           | 0    |
| Samuel Wiart        | France         | Attaquant         | 36           | 7    |
| Mickaël Rodrigues   | France         | Défenseur         | 12           | 1    |
| Paul Fischer        | France         | Défenseur         | 10           | 0    |
| Jessy Savine        | France         | Milieu de terrain | 9            | 2    |
| Bertrand Laquait    | France         | Gardien de but    | 2            | 0    |
| Nicolas Florentin   | France         | Attaquant         | 1            | 0    |
| Frédéric Marcilly   | France         | Milieu de terrain | 1            | 0    |
| David Vairelles     | France         | Défenseur         | 1            | 0    |

Entraîneur :  László Bölöni

### Référence
1. 1 2 3 4  « Statistiques », Onze Mondial, no Spécial bilan 1997-1998,‎ 28 juin 1998, p. 104-105 (ISSN 0995-6921).